# Infinite Horizon
Infinite Horizon ist eine deutsche Progressive-/Power-Metal-Band.

## Geschichte
Die Band wurde 1997 gegründet und veröffentlichte zwei Jahre später mit der EP The Prophecy ihren ersten Tonträger. Das Debütalbum Beyond Infinity konnte man dann 2001 produzieren. In der Folge erreichten die Musiker aus Nordrhein-Westfalen einen Vertrag bei dem Bremer Label TTS Media Music, welches für das Album Mind Passages im Jahre 2003 verantwortlich zeichnete. Anschließend verstrichen fünf Jahre, bevor Black Bards Entertainment binnen Jahresfrist erst Soul Reducer und dann Dominion veröffentlichte. Rechtliche Gründe führten zu der Verzögerung, denn Soul Reducer war schon drei Jahre zuvor fertig. Nach einer längeren Pause entschieden sich die Musiker, ihr fünftes Album Illumination in Eigenregie auf den Markt zu bringen.

## Stil
Zum dritten Album stand an einer Stelle geschrieben, dass sich die Band „im Dunstkreis von Brainstorm, Angel Dust oder auch mal Iced Earth“ bewege. Als Referenz wurde ebenfalls Savatage genannt. Ohne Verweis auf andere Gruppen wurde der Stil auch als „gutklassiger Power Metal mit progressiven Anteilen“ beschrieben.

## Diskografie
- 1999: The Prophecy (EP, Eigenveröffentlichung)
- 2001: Beyond Infinity (Album, Eigenveröffentlichung)
- 2003: Mind Passages (Album, TTS Media Music)
- 2008: Soul Reducer (Album, Black Bards Entertainment)
- 2009: Dominion (Album, Black Bards Entertainment)
- 2017: Illumination (Album, Eigenveröffentlichung)